# Piasecki Pass
Piasecki Pass är ett bergspass i Antarktis. Det ligger i Sydshetlandsöarna. Argentina, Chile och Storbritannien gör anspråk på området. Piasecki Pass ligger 210 meter över havet.
Terrängen runt Piasecki Pass är kuperad. Havet är nära Piasecki Pass söderut. Trakten är glest befolkad. Närmaste befolkade plats är Commandante Ferraz Station, 1,3 kilometer sydost om Piasecki Pass. 